# Marc Carmona
Marc Carmona (Barcelona, 30 de desembre de 1964) és un exjugador i entrenador de futbol sala català. Ha entrenat el primer equip de la Secció de futbol sala del Futbol Club Barcelona entre l'any 2004 i el 2016.

## Carrera esportiva

### Com a jugador
Com a jugador, Marc Carmona va jugar nou temporades a la lliga espanyola de futbol sala amb el Cacaolat Castelldefels, des de 1984, i amb el FC Barcelona, equip amb el qual guanyà l'any 1990 una Recopa d'Europa en un partit no oficial. Més tard, es dedicà a l'ensenyament: treballà com a professor d'educació física a l'Escola Costa i Llobera i a l'Institut Tècnic Eulàlia. Com a docent experimentat en l'àmbit del esport, és professor a la Universitat Pompeu Fabra, en el centre adscrit TecnoCampus.

### Com a entrenador
Com a entrenador, Marc Carmona començà entrenant el Martorell cinc temporades, de la temporada 94/95 la 98/99. Després entrenà el Maxon Montcada durant la temporada 99/00, per anar després al Marfil Santa Coloma que entrenà quatre temporades. Mentre entrenava aquests clubs va ser també entrenador de la selecció catalana de futbol sala, des del 1991 fins al 2004, assolint 2 campionats d'Espanya de seleccions autonòmiques.
L'any 2004 fitxà com a entrenador de futbol sala del FC Barcelona amb l'objectiu de trencar el domini de ElPozo Murcia Turística i Inter Movistar. El 6 de febrer de 2011 l'equip entrenat per Marc Carmona va guanyar per primera vegada la Copa espanyola de futbol sala, en una final jugada a Segòvia guanyant 3-2 davant el ElPozo Murcia. Aquest era el primer títol a nivell professional de la secció de futbol sala del FC Barcelona després dels obtinguts a finals de la dècada de 1980. El 7 de maig del 2011 guanyà la primera edició de la Copa del Rei de futbol sala. El 26 de juny de 2011 completà un històric triplet, guanyant la Lliga espanyola de futbol sala. Aquesta lliga era la primera que guanyava un equip català, i trencava el domini de ElPozo Murcia Turística i Inter Movistar, equips que s'havien repartit els 9 títols de Lliga des de la temporada 2001-02 fins a la 2009-10.
El 2016, després de perdre la final de la lliga estatal de futbol sala, es va saber que el Barça havia pres la decisió del club de donar per tancada la seva etapa al capdavant de l'equip, malgrat que li quedava encara un any de contracte.
La temporada 2020-2021 ha fitxat com a Director Tècnic per l'AEE INS Montserrat.

## Palmarès

### Jugador
- 1 Recopa d'Europa de futbol sala (oficiosa), FC Barcelona (1989-90)

### Entrenador
- 3 Lliga espanyola de futbol sala: 2010-2011, 2011-2012, 2012-2013
- 4 Copa del Rei de futbol sala: 2010-2011, 2011-2012, 2012-2013, 2013-2014
- 3 Copa d'Espanya: 2010-2011, 2011-2012, 2012-2013
- 2 champions league futbol sala: 2011-2012 ,2013-2014
- 6 Copes de Catalunya (1997/98, 2000/01, 2003/04, 2008/09, 2009/10, 2010/11)
- 2 Ascensos a la Divisió d'Honor, Martorell (96/97) i FC Barcelona, (05/06)
- 2 Campionats d'Espanya de seleccions autonòmiques (95/96 i 96/97).